# Jakobus Durstewitz

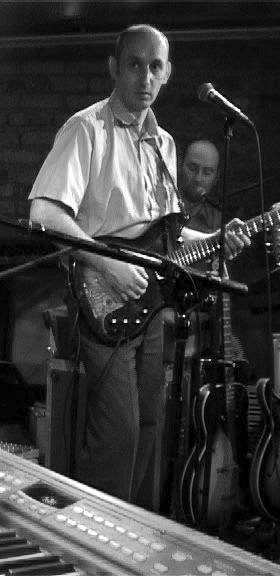
Jakobus Durstewitz bei einem Konzert 2005

Jakobus Durstewitz (* 27. August 1969 in Emden; geb. Edvard Jakobus Siebels) ist ein deutscher Musiker, Sänger und Kunstmaler.

## Leben und Wirken
Jakobus Durstewitz ist mit seinen drei Geschwistern zunächst in Emden und dann im ostfriesischen Willmsfeld in der Nähe von Wittmund aufgewachsen. In den frühen 1990er Jahren zogen er und sein jüngerer Bruder Jimi Siebels, mit dem er die Band Das Neue Brot gründete, nach Hamburg, wo er lange Zeit lebte und arbeitete. Wie sein Bruder Jimi bewegt Durstewitz sich dort musikalisch im Umfeld der sogenannten Hamburger Schule und ist auch immer Gastmusiker auf Alben anderer Hamburger Musiker und Bands.
Nachdem sich Das Neue Brot aufgelöst hatte, gründeten Durstewitz und seine damalige Freundin und jetzige Frau Ebba Durstewitz die von Musikkritikern vielgelobte Pop-Band JaKönigJa, die bis heute existiert. Daneben ist er noch an weiteren Bandprojekten wie zum Beispiel der Alternative-Country-Band The Watzloves oder Die Vögel, welche er mit Mense Reents gründete, beteiligt. Letzteres Musikprojekt wurde während eines Aufenthalts von Durstewitz in Kassel im Rahmen der Documenta gegründet. Als ihn Projekt-Mitbegründer Mense Reents dort besuchte, haben die beiden Musiker spontan ein Konzert organisiert und die Musik zu dem Auftritt zwei Tage vor diesem Live-Debüt komponiert. Dieser erste Die Vögel-Auftritt fand in der Galerie Loyal in Kassel statt. Mit dem Lied Blaue Moschee gelang ihnen Ende 2009 ein kleiner Club-Hit, der unter anderem von Sven Väth bei dessen Auftritten aufgelegt wurde.
Sein zweites Betätigungsfeld neben der Musik ist die Malerei, mit der Durstewitz schon in Emden begann und die er sich wie auch die Musik größtenteils autodidaktisch angeeignet hat. Seit 1994 präsentierte er seine Werke zunächst in der Cheap-Art-Galerie ArtStore St.Pauli.
2007 war Jakobus Durstewitz mit seiner Arbeit auf dem Festival Bürgerstolz und Stadtfrieden, das parallel zur Ausstellung Documenta in Kassel stattfand, mit einer Installation und diversen Performances vertreten.
Seit 2008 prägen Bilder von ihm das Artwork des alljährlich in Hamburg-Wilhelmsburg stattfindenden Musik- und Kunstfestivals Dockville in allen Publikationsformen. Außerdem produzierte Durstewitz in diesen beiden Jahren Musik für Theaterstücke und spielt eine der Hauptrollen in Henna Peschels Spielfilm Madboy. 2013 hat Jakobus Durstewitz am Thalia-Theater in Hamburg für Christine Eders Inszenierung von Friedrich Dürrenmatts Die Ehe des Herrn Mississippi das Bühnenbild gestaltet.
2015 lebte Durstewitz in der Lüneburger Heide und gab in einem Interview an, mittlerweile die Malerei zugunsten des Angelns fast aufgegeben zu haben.
Für die Abschlusstournee der deutschen Hip-Hop- und Pop-Gruppe Fettes Brot, welche sich Anfang September 2023 auflöste, war Durstewitz für das Bühnenbild verantwortlich.

## Diskografie
- 1992: Das Neue Brot – Arbeit (CD, L’age d’or)
- 1995: JaKönigJa – O.T. (CD/LP, moll)
- 1997: JaKönigJa – O.T. (CD/LP, Musikproduktion Detlef Diederichsen)
- 1999: JaKönigJa – Tiefsee (CD/LP, Musikproduktion Detlef Diederichsen)
- 2005: JaKönigJa – EBBA (CD/LP, Buback, Dial)
- 2008: JaKönigJa – Seilschaft der Verflixten (CD/LP, Buback, Dial)
- 2009: Die Vögel – Blaue Moschee (12", Pampa Records)
- 2011: Die Vögel – Fratzengulasch (12", Pampa Records)
- 2013: Die Vögel – The Chicken (12", Pampa Records)
- 2014: JaKönigJa – Stoff und Geist (7", Hanseplatte)

## Wissenswertes
- Vor der Annahme des Nachnamens seiner Frau war Jakobus Durstewitz als Künstler und Musiker unter dem Namen Jakobus Siebels bekannt.